# Cal Marquès (Castellfollit de Riubregós)
Cal Marquès és una masia de Castellfollit de Riubregós (Anoia) inclosa a l'Inventari del Patrimoni Arquitectònic de Catalunya.

## Descripció
Gran pairalia formada per diversos edificis, uns d'habitatge i d'altres auxiliars, així com un molí i una gran bassa de murs de pedra. S'hi afegí també una capella consagrada a la Mare de Déu de Montserrat
Les dues cases d'habitatge, antigament habitades pels senyors i els masovers respectivament, han estat molt reformades, la qual cosa fa molt difícil de reconèixer-hi la forma primitiva.

## Història
Can Bassols o la Torre Bassols, també anomenat Cal Marquès, a l'edat mitjana fou el centre d'una quadra posseïda per un llinatge de cognom Bassols. Més tard passaria als Sabater i als marquesos de Benavent.
Fou la casa pairal del general carlí Martí de Riquer, creat marquès de Benavent i comte de casa de Dàvalos, i pare de l'artista del Modernisme, Alexandre de Riquer.